# Guerra Luso-Bijapur (1547-1548)
A Guerra Luso-Bijapur de 1547 a 1548 foi um breve conflito armado entre Portugal e o Sultanato de Bijapur pela posse das chamadas Terras Firmes de Goa. Os portugueses defenderam o território, tendo nesta ocasião o Sultanato de Bijapur reconhecido para sempre a sua posse pelos portugueses.

## Históra
Após a conquista de Goa pelo governador Afonso de Albuquerque em 1510, as terras de Salcete e Bardez trocaram de mãos várias vezes entre Portugal e Bijapur. Foram cedidas aos portugueses em 1543 mas as tropas do Hidalcão invadiram-nas novamente em 1547, depois de terem os portugueses dado guarida em Goa a Meale, um pretendente ao trono de Bijapur. 
O governador D. João de Castro enviou Diogo de Almeida à cabeça de 300 cavaleiros 400 soldados de infantaria e, ao aproximar-se de Colem, os 4000 homens de Bijapur ali colocados retiraram-se. O Hidalcão enviou um novo exército de 13 000 homens e os portugueses recuaram, mas o governador reforçou-os pessoalmente com 1500 homens. As tropas do Hidalcão voltaram a retirar-se mas foram perseguidas pelos portugueses e derrotadas na fortaleza de Pondá.
De regresso a Goa de uma campanha na costa de Guzerate, o capitão D. João de Mascarenhas atacou Dabul. As terras de Salsete e Bardês foram novamente invadidas pelas tropas do Hidalcão, comandadas pelo general Calabatecão mas quando o governador partiu ao seu encontro com 1500 cavalos e 4000 peões, os muçulmanos abandonaram o seu equipamento e retiraram-se para as montanhas de Colem. Travou-se uma batalha nas montanhas de Colem, Calabatecão foi morto e as tropas do Hidalcão retiraram-se.
Os portugueses assinaram com o Imperador de Bisnaga em setembro de 1546 um pacto de defesa mútua excepto contra o Sultão de Ahmadnagar, e a 6 de Outubro de 1547 os portugueses assinaram um pacto de defesa mútua com o Sultão de Ahmadnagar exepto contra Bisnaga, assim isolando Bijapur. O governador português também se comprometia a não assinar a paz com o Hidalcão sem antes notificar o sultão de Ahmadnagar.
O governador D. João de Castro assinalou o início do ano de 1548 com uma campanha ao longo das costas de Bijapur. As operações anfíbias iniciaram-se em janeiro, duas léguas a norte de Goa, no rio Chaporá, cujas povoações foram atacadas e incendiadas sem ser dado quartel e prosseguiram até ao rio Cifardão, que marcava a fronteira entre o sultanato de Bijapur e o sultanato de Ahmadnagar, tendo a importante cidade de Dabul sido saqueada.

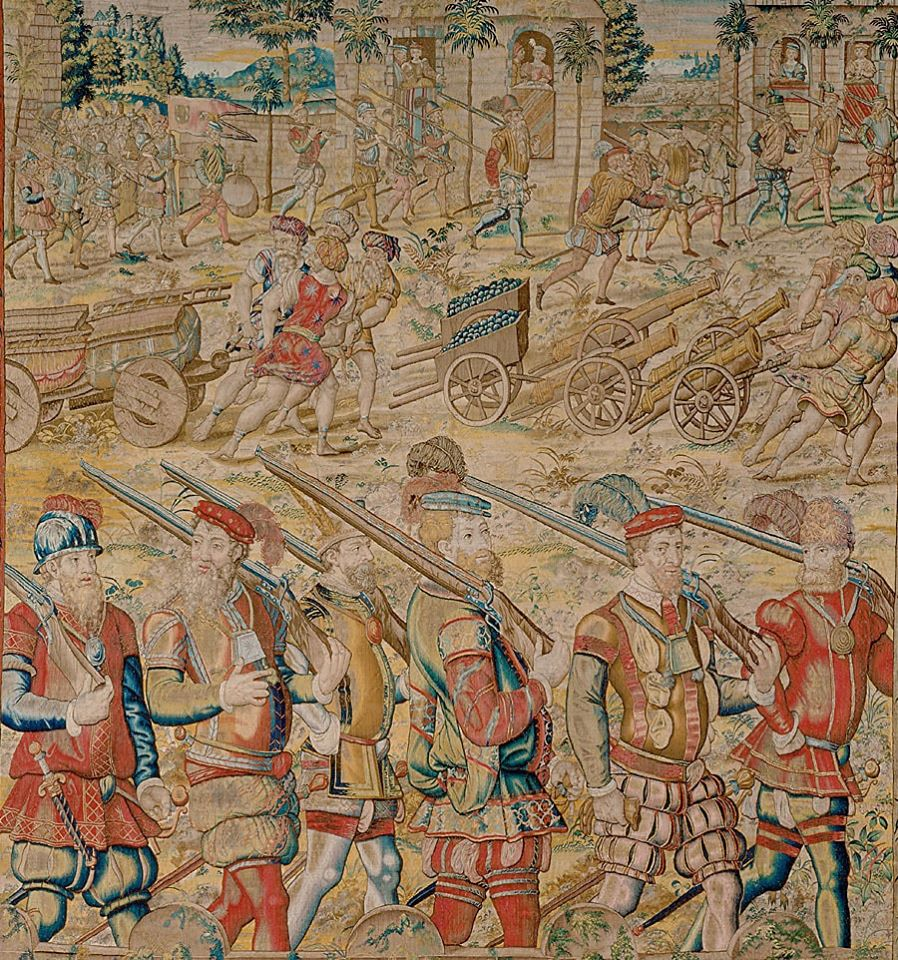
Arcabuzeiros portugueses em Goa em parada, numa tapeçaria encomendada por D. João de Castro.

D. João de Castro morreu no cargo e foi sucedido por Garcia de Sá, que assinou um tratado de paz com o Hidalcão, a 22 de agosto de 1548, com grande vantagem para os portugueses, segundo o qual o Hidalcão libertava todos os cativos de guerra portugueses, comprometia-se a ajudar os portugueses com tropas e vitualhas caso Goa fosse atacada por uma armada do Império Otomano e confirmava as Velhas Conquistas como portuguesas para sempre.